# علامه حلی
ابومنصور جمال‌الدین حسن بن یوسف بن مطهّر حلّی، معروف به علامه حلّی، مجتهد شیعه، فقیه و اصولی عرب اهل عراق قرن هفتم و هشتم قمری و پدر فخرالمحققین حلی بود.

## زندگی حسن حلی
وی در شب جمعه ۲۹ رمضان ۶۴۸، در شهر حله به دنیا آمد. نیاکان او از طرف پدر به اهالی مطهر می‌رسد و همچنین از طرف مادر با محقق حلی که دایی او بوده پیوند دارد.

### شروع فراگیری دانش
او در خردسالی با راهنمایی پدرش برای یادگیری قرآن به مکتب رفت و خواندن و نوشتن را در مکتب آموخت، سپس مقدمات و ادبیات عرب و علوم فقه، اصول فقه، حدیث و کلام را نزد پدرش شیخ یوسف سدید الدین و دایی‌اش محقق حلی آموخت. او در ادامه علوم منطق، فلسفه و هیئت را نزد استادان دیگرش به ویژه خواجه نصیر الدین طوسی فرا گرفت.

### مرجعیت شیعیان
پس از مرگ محقق حلی در سال ۶۷۶ قمری که مرجعیت شیعیان را برعهده داشت، شاگردان وی و دانشمندان حله پس از جستجوی فردی که شایستگی زعامت و مرجعیت شیعیان را داشته باشد، حلی را برای این امر مهم مناسب یافتند و او در ۲۸ سالگی زعامت و مرجعیت شیعیان را بر عهده گرفت. مرتضی مطهری او را نخستین کسی می‌داند که از کلمهٔ «مجتهد» در فقه شیعه استفاده کرده‌است.

### ورود به ایران
تاریخ دقیق ورود او به ایران مشخص نیست اما احتمالاً سال‌های بعد از ۷۰۵ قمری بوده‌است که او به دعوت الجایتو از پادشاهان سلسله ایلخانیان که حاکم بر ایران بودند، به ایران دعوت می‌شود.
او با نفوذ زیاد در سلطان، وی را به برگزیدن مذهب شیعه دعوت می‌کند و پس از مناظراتی که با علمای بزرگ مذاهب چهارگانه اهل سنت برگزار می‌کند، سلطان مجاب می‌شود که مذهب شیعه را برگزیند و نام خود را از اولجایتو به سلطان محمد خدابنده تغییر می‌دهد و تشیع را در ایران رواج می‌دهد.

## بازگشت به حله و مرگ
حلی پس از مرگ سلطان محمد خدابنده در سال ۷۱۶ قمری به شهر حله بازگشت و تا آخر عمر در آنجا اقامت کرد و سرانجام در ۲۱ محرم ۷۲۶ در سن ۷۸ سالگی درگذشت و در حرم علی بن ابی‌طالب به خاک سپرده شد.

## استادان
- یوسف سدیدالدین (پدرش)
- محقق حلی (دایی‌اش)
- سید رضی‌الدین علی بن طاووس
- سید احمد بن طاووس
- خواجه نصیرالدین طوسی
- یحیی بن سعید حلی
- مفیدالدین محمد بن جهم حلی
- کمال‌الدین میثم بن علی بن میثم بحرانی
- جمال‌الدین حسین بن ایاز نحوی
- محمد بن محمد بن احمد کشی
- نجم‌الدین علی بن عمر کاتبی
- برهان‌الدین نسفی
- فاروقی واسطی
- تقی الدین عبدالله بن جعفر کوفی

## شاگردان
شاگردان او را تا پانصد نفر گفته‌اند که از جمله شاگردان او عبارتند از:
- فخرالمحققین محمد بن حسن بن یوسف حلی (فرزندش)
- سید عمیدالدین عبدالمطلب (خواهر زاده‌اش)
- سید ضیاءالدین عبدالله حسینی اعرجی حلی (خواهر زاده‌اش)
- تاج‌الدین سید محمد بن قاسم حسنی مشهور به ابن معیه
- رضی‌الدین ابوالحسن علی بن احمد حلی
- قطب‌الدین رازی
- سید نجم‌الدین مهنا بن سنان مدنی
- تاج‌الدین محمود بن مولا
- تقی‌الدین ابراهیم بن حسین آملی
- محمد بن علی جرجانی

## تالیفات

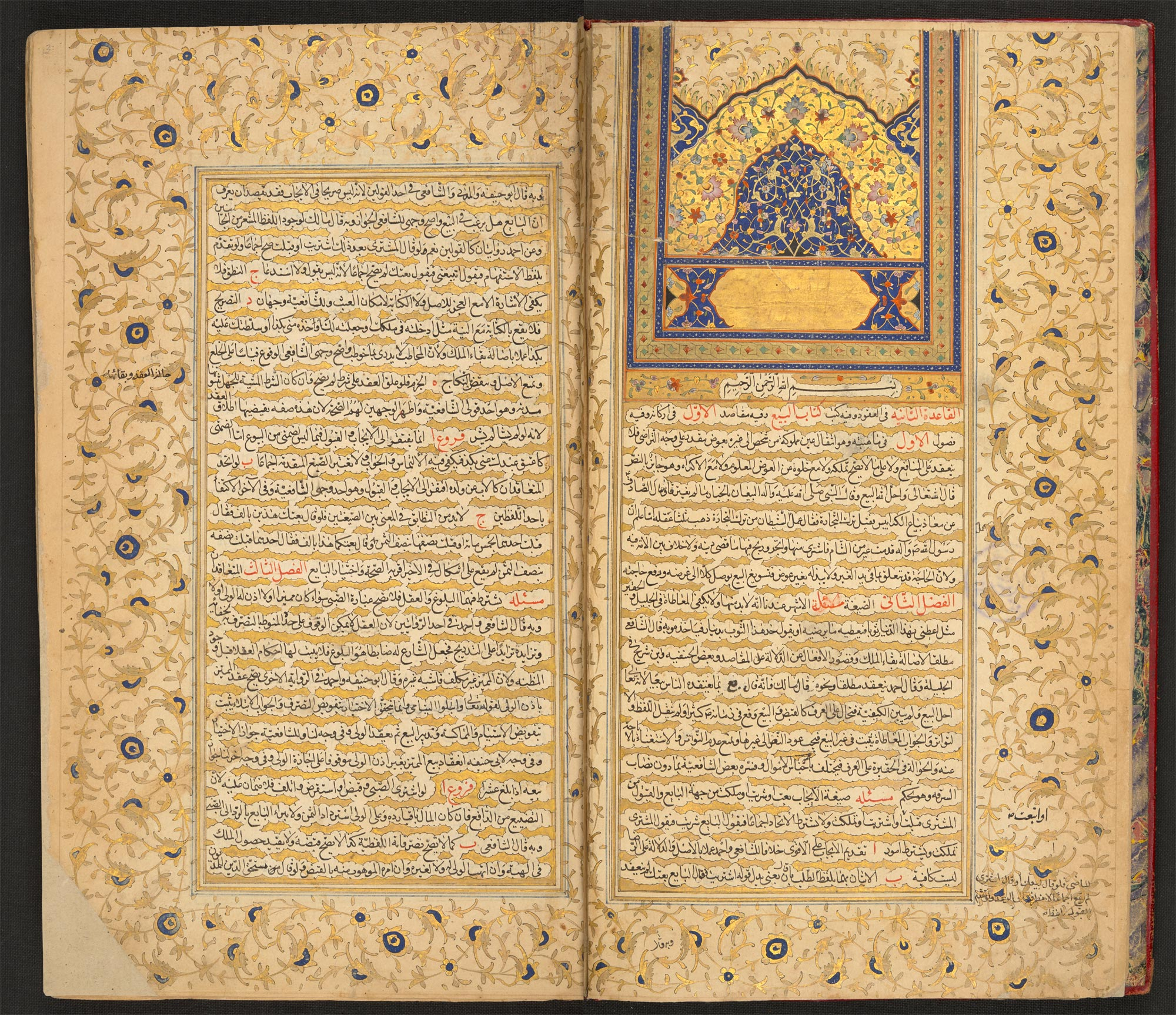
نسخه‌ای از تذکرة الفقهاء حسن حلی، مربوط به دوره صفوی

## تالیفات[۶]

### آثار فقهی
1. منتهی المطلب فی تحقیق المذهب
2. تلخیص المرام فی معرفه الاحکام
3. غایه الاحکام فی تصحیح تلخیص المرام
4. تحریر الاحکام الشرعیه علی مذهب الامامیه
5. مختلف الشیعه فی احکام الشرعیه
6. تبصره المتعلمین فی احکام الدین
7. تذکره الفقها، ارشاد الاذهان فی احکام الایمان
8. قواعد الاحکام فی معرفه الحلال و الحرام
9. مدارک الاحکام
10. نهایه الاحکام فی معرفه الاحکام
11. المنهاج فی مناسک الحاج
12. تسبیل الاذهان الی احکام الایمان
13. تسلیک الافهام فی معرفه الاحکام
14. تنقیح قواعد الدین
15. تذهیب النفس فی معرفه المذاهب الخمس
16. المعتمد فی الفقه
17. رساله فی واجبات الحج و ارکانه
18. رساله فی واجبات الوضو و الصلوه
19. قواعد الاسلام

### آثاراصولی
1. النکه البدیعه فی تحریر الذریعه
2. غایه الوصول و ایضاح السبل
3. مبادی الوصول الی علم الاصول
4. تهذیب الوصول الی علم الاصول
5. نهایه الوصول الی علم الاصول
6. نهج الوصول الی علم الاصول
7. منتهی الوصول الی علمی الکلام و الاصول

### آثارکلامیو اعتقادی
1. منهاج الیقین
2. کشف المراد
3. انوار الملکوت فی شرح الیاقوت
4. نظم البراهین فی اصول الدین
5. معارج الفهم
6. الابحاث المفیده فی تحصیل العقیده
7. کشف الفوائد فی شرح قواعد العقائد، مقصد الواصلین
8. تسلیک النفس الی حظیره القدس
9. نهج المسترشدین
10. مناهج الهدایه و معارج الدرایه
11. منهاج الکرامه، نهایه المرام
12. نهج الحق و کشف الصدق
13. الالفین
14. باب حادی عشر
15. اربعون مسئله
16. رساله فی خلق الاعمال
17. استقصا النظر، الخلاصه
18. رساله السعدیه
19. رساله واجب الاعتقاد
20. اثبات الرجعه
21. الایمان
22. رساله فی جواب سئوالین
23. کشف الیقین فی فضائل امیرالمؤمنین علیه السلام
24. جواهر المطالب
25. التناسب بین الاشعریه و فرق السوفسطائیه
26. المبحاث السنیه و المعارضات النصریه
27. مرثیه الحسین علیه السلام

### آثار حدیثی
1. استقصا الاعتبار فی تحقیق معانی الاخبار
2. مصابیح الانوار
3. الدرر و المرجان فی الاحادیث الصحاح و الحاسن
4. نهج الوضاح فی الاحادیث الصحاح
5. جامع الاخبار
6. شرح الکلمات الخمس لامیرالمؤمنین علیه السلام
7. مختصر شرح نهج البلاغه
8. شرح حدیث قدسی

### آثاررجالی
1. خلاصه الاقوال فی معرفه الرجال
2. کشف المقال فی معرفه الرجال
3. ایضاح الاشتباه

### آثار تفسیری
1. نهج الایمان فی تفسیر القرآن
2. القول الوجیز فی تفسیر الکتاب العزیز
3. ایضاح مخالفه السنه

### آثار فلسفی و منطقی
1. القواعد و المقاصد
2. الاسرار الخفیه
3. کاشف الاستار
4. الدر المکنون
5. المقاومات
6. حل المشکلات
7. ایضاح التلبیس
8. الجوهر النضید
9. ایضاح المقاصد
10. نهج العرفان
11. کشف الخفا من کتاب الشفا
12. مراصد التدقیق و مقاصد التحقیق
13. المحاکمات بین شراح الاشارت
14. ایضاح المعضلات من شرح الاشارات
15. نور المشرق فی علم المنطق
16. الاشارات الی معانی الاشارات
17. بسط الاشارت
18. تحریر الابحاث فی معرفه العلوم الثلاثه
19. تحصیل الملخص
20. التعلیم التام
21. شرح القانون
22. شرح حکمه الاشراق
23. القواعد الجلیه

### آثار نیایشی
1. الادعیه الفاخره المنقوله عن الائمه الطاهره
2. منهاج الصلاح فی اختصار المصباح

### آثار ادبی
1. کشف المکنون من کتاب القانون
2. بسط الکافیه
3. المقاصد الوافیه بفوائد القانون و الکافیه
4. المطالب العلیه
5. لب الحمکه
6. اشعار در موضوعات مختلف و قصیده‌ای بلند دربارهٔ دانش و مال

### آثار گوناگون و دیگر
1. آداب البحث
2. جوابات المسائل المهنائیه الاولی
3. جوابات المسائل المهنائیه الثانیه
4. جواب السوال عن حکمه النسخ
5. وصیتنامه
6. الغریه
7. مسائل سید علاءالدین

## دیدگاه‌های منطقی
1. از نظر حسن حلی تعریف به اعم جایز نیست؛ زیرا کمترین مرتبه تعریف تمییز است که با تعریف به اعم به دست نمی‌آید.[۷]
2. از نظر حلی، به تبع استادش محقق طوسی، تقسیم قضیه به حقیقیه و خارجیه نارواست.[۸]
3. به عقیده وی، عکس نقیض همان است که قدما گفته‌اند و روش متأخران لازمه عکس نقیض است نه خود آن.[۹]
4. حلی در انتاج شکل اول و سوم رأی ابن‌سینا را تأیید کرده و فعلیت صغرا را شرط انتاج این دو شکل ندانسته‌است.[۱۰]